# Cuando

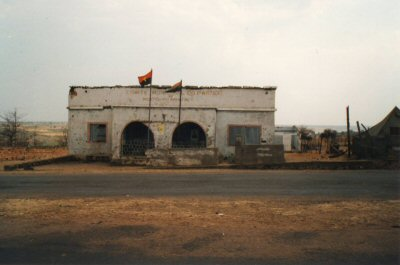
Câmara Municipal de Cuito Cuanavale, Angola 1998.

Cuando é uma província de Angola. Foi criada em 5 de setembro de 2024 a partir da parte oriental da província do Cuando-Cubango. Sua capital é Mavinga.

## História
Desde pelo menos 2016, houve propostas para dividir o Cuando-Cubango, anteriormente a segunda maior província de Angola em área, em duas províncias menores. Em 14 de agosto de 2024, a Assembleia Nacional de Angola aprovou uma lei para criar três novas províncias, incluindo a divisão do Cuando-Cubango, criando-se a província do Cuando, e alterando a denominação da província original para Cubango. Esta lei entrou em vigor com a sua publicação no diário oficial de Angola em 5 de setembro de 2024.

## Geografia
O Cuando faz fronteira com as províncias angolanas de Cubango a oeste e Moxico a norte. Também faz fronteira com a província Ocidental da Zâmbia a leste e com as regiões namibianas de Zambeze e Kavango Oriental a sudeste e sul, respectivamente. A província é banhada pelos rios Cubango e Cuando. O Cubango faz parte da fronteira da província com a Namíbia, e o seu afluente, o rio Cuito, forma grande parte da fronteira da província com a província de Cubango. O rio Cuando corre ao longo ou perto de grande parte das fronteiras da província com a província de Moxico e a Zâmbia.
Grande parte do seu território é preservado por áreas protegidas, todas componentes da Área de Conservação Transfronteiriça Cubango-Zambeze, a maior área protegida transfronteiriça terrestre do mundo. A parte norte da província pertence à ecorregião de florestas secas de miombo, enquanto o sul está na ecorregião de florestas Zambezianas de Baikiaea.

### Clima
O clima do Cuando varia de tropical no norte a semi-árido no sul. A precipitação anual varia de 1.200 mm no norte a 600 mm no sul.

### Demografia
As antigas comunas que agora constituem o território do Cuando relataram uma população combinada de 98.419 no censo angolano de 2014. Uma variedade de línguas são faladas no Cuando, sendo o ganguela-luchazi e a xindonga as mais comuns.

## Administração
Cuando está dividido em nove municípios, sendo: Cuito Cuanavale, Dima, Dirico, Luengue, Luiana, Mavinga, Mucusso, Rivungo e Xipundo. Cuito Cuanavale subdivide-se ainda nas comunas de Cuito Cuanavale e Lupire; Dima está subdividida nas comunas de Cunjamba e Cutuile; e Dirico está subdividido nas comunas de Dirico e Xamavera.
O primeiro governador do Cuando é Lúcio Gonçalves Amaral, nomeado em dezembro de 2024.

## Economia
A principal actividade econômica no Cuando é a criação de gado bovino, caprino e ovino. As estradas da província estão em mau estado desde o fim da Guerra Civil Angolana e a falta de infraestruturas de transporte impede o desenvolvimento econômico da província.